# Thìn (nước)
Thìn Quốc hoặc Thần Quốc là một nhà nước của người Triều Tiên ở đầu thời kỳ đồ sắt nằm ở một phần nào đó ở miền nam bán đảo Triều Tiên trong khoảng thời gian từ thế kỷ 3 hay thế kỷ 2 TCN, có biên giới với vương quốc Triều Tiên là Cổ Triều Tiên ở phía bắc. Kinh đô của nó ở một khu vực nào đó về phía nam sông Hán Giang. Nhà nước này là tiền thân của liên bang Tam Hàn. Tuy nhiên, Sin Chae-ho (Thân Thái Hạo) trong Joseon Sanggo Sa (Triều Tiên thượng cổ sử) lại cho rằng Thìn Quốc là nhà nước đồng nhất với Thìn Cổ Triều Tiên và là một trong ba nhà nước thành bang liên minh của Cổ Triều Tiên. Người Trung Quốc gọi là Thìn Quốc khi họ  muốn nói tới Thìn Cổ Triều Tiên, và gọi là Triều Tiên khi nói tới Bình Triều Tiên ? (Beonjoseon) hay Vệ Mãn Triều Tiên.Cần phải có thêm nhiều nghiên cứu để xác định Thìn Quốc, do nhiều tư liệu lịch sử sử dụng tên gọi Thìn Quốc một cách không thống nhất. Cuối cùng, Thìn Quốc trong các tư liệu lịch sử có thể tương ứng với Thìn Hàn, Thìn Cổ Triều Tiên hay Cái Mã Quốc.

## Lịch sử
Nhà nước Thìn Quốc được tổ chức như thế nào vẫn là điều chưa rõ ràng. Nó có lẽ tương tự như là một liên bang của các nhà nước thành bang nhỏ, giống như của Tam Hàn sau này. Để nhà nước có thể tranh đấu với Vệ Mãn Triều Tiên và gửi sứ thần tới triều đình nhà Hán thì có lẽ nó phải có sự trung ương tập quyền ở một mức độ nào đó. Lee (1984, trang 24) cũng cho rằng cố gắng của vương quốc này nhằm mở ra các liên hệ trực tiếp "cho thấy sự mong muốn mạnh mẽ từ phía Chin [Thìn Quốc] để có thể thu nhận được các lợi ích từ nền văn minh kim loại của người Hán.". Tuy nhiên, trong phần lớn thời gian thì Vệ Mãn Triều Tiên đã ngăn cản các liên hệ trực tiếp giữa Thìn Quốc và Trung Quốc.
Vua Chuẩn của Cổ Triều Tiên được cho là đã chạy tới Thìn Quốc sau khi Vệ Mãn chiếm đoạt ngai vàng của ông để lập ra nhà nước Vệ Mãn Triều Tiên.  
Một số người tin rằng người Hán đề cập tới Cái Quốc hay Cái Mã Quốc (蓋馬國, vương quốc của ngựa mặc giáp) là chỉ tới Thìn Quốc.  Cao Câu Ly được cho là đã xâm chiếm "Cái Mã Quốc" vào năm 26, nhưng điều này có thể là chỉ tới một bộ lạc khác ở miền bắc Triều Tiên.
Các ghi chép lịch sử ở một mức độ nào đó là mâu thuẫn với nhau về sự tiêu vong của Thìn Quốc: nó hoặc là sau này trở thành Thìn Hàn, hoặc bị phân chia ra thành Tam Hàn một cách tổng thể. Các mẫu vật khảo cổ học của Thìn Quốc đã được tìm thấy tập trung tại khu vực mà sau này là Mã Hàn.

## Khảo cổ học
Về mặt khảo cổ học, Thìn Quốc nói chung được xác định là trùng với nền văn hóa dao găm đồng Triều Tiên, nó kế tục nền văn hóa dao găm đồng Liêu Ninh vào cuối thiên niên kỷ 1 TCN .   Các di vật tìm thấy của nền văn minh này phổ biến nhất ở tây nam khu vực Chungcheong (Trung Thanh) và Jeolla (Toàn La). Điều này gợi ý rằng Thìn Quốc đã nằm trong các khu vực này, nó gần như trùng khớp với các chứng cứ lịch sử chắp vá. Các cổ vật của nền văn hóa này được tìm thấy khắp miền nam Hàn Quốc và cũng đã được xuất khẩu cho người Di Sinh ở Cửu Châu, Nhật Bản (Lee, 1996).

## Kế thừa
Thìn Quốc được Tam Hàn (Ba Hàn) kế tục . Tên gọi Thìn Quốc vẫn còn tiếp tục được sử dụng trong tên gọi của Thìn Hàn và trong tên gọi "Biện Thìn", một cách gọi khác của Biện Hàn. Ngoài ra, đôi khi thủ lĩnh của Mã Hàn vẫn tiếp tục tự xưng là "Thìn vương", để khẳng định cương vị chúa tể danh nghĩa trên tất cả các bộ lạc khác của Tam Hàn.